# Закуска на тревата
Закуска на тревата е български документален филм на режисьора Иван Трайков. Филмът носи заглавието на едноименното платно на френския художник Едуар Мане. Това е кино-импресионистичен опит да се обрисува една картина на продавачите на дини и тикви в големия град; на купищата дини, натрупани по ъглите на асфалтираните улици; на земеделците, които спят в палатки и стари автомобили между бетонните сгради и закусват върху пожълтялата от бензиновите пари трева; на техните надежди и техния път в една държава, търсеща пътя към разточителството на Западния „Булонски лес“.

## Награди
- Номинация за Наградата на Джеймисън на София Филм Фест, 2004 г.